# Schizocodon
Schizocodon es un género con seis especies de plantas con flores perteneciente a la familia Diapensiaceae.  Comprende 6 especies descritas y pendientes de ser aceptadas.

## Taxonomía
El género fue descrito por Siebold et Zucc.  y publicado en Abhandlungen der Mathematisch-Physikalischen Classe der Königlich Bayerischen Akademie der Wissenschaften 3(3): 723. 1843. La especie tipo es: Schizocodon soldanelloides Siebold & Zucc. 	

## Especies
- Schizocodon ilicifolius
- Schizocodon intercedens
- Schizocodon rotundifolius
- Schizocodon soldanelloides
- Schizocodon uniflorus
- Schizocodon yunnanensis